# 勝天渡槽
勝天渡槽位於四川省广安市武勝縣，文物遺址年代判定為1976年。2012年7月16日公佈為第八批四川省文物保護單位。
勝天渡槽，位於四川省武勝縣東北約17公里處，修建於二十世紀七十年代初，系武勝縣五排水庫右幹渠的咽喉樞紐。當時正處於全國大興水利建設的年代，寓毛泽东“人定勝天”之說而得名，因橫貫三溪場鎮，又俗稱“三溪渡槽”。1972年10月破土開工，1976年4月建成通水。渡槽由東北向西南方向延伸，起於涼亭子，止於養山，跨越九溝十嶺一廟，主體由10段石拱橋組成河，橫貫三溪場鎮。整個工程為石結構，全長4260米、槽寬3.4米、槽深1.8米；主拱153個、附拱270個，最大拱跨20米，單拱最高34米，最長拱段達600余米；設計水流量6立方米／秒。整個工程共開挖土石方14.3萬立方米，砌築條拱石4萬餘立方米，投勞21萬多個。1978年，五排水庫管理站成立，下設三溪管理站，對勝天渡糟等水利設施實施管理。第三次全國文物普查新發現。